# بوسو (إيطاليا)
بوسو (بالإيطالية: Busso)‏ هي كومونا في مقاطعة كمبباسة في منطقة مليزة الإيطالية، وتقع على بعد حوالي 10 كيلومتر (6.2 ميل) غرب كمبباسة.